# Network News Transfer Protocol
NNTP är en förkortning för Network News Transfer Protocol och är ett TCP/IP-protokoll som används för att sända text över 7 bitars ASCII-TCP-kanaler. Det används för att föra över artiklar mellan servrar och för att läsa och skriva postartiklar.
Det gamla Usenet-protokollet var UUCP (Unix-to-Unix Copy). 
NNTP använder som standard på TCP port 119. När en klient ansluter sig med TLS används port 563. Det kallas ibland NNTPS.